# Пилотируемый космический корабль
Пилоти́руемый косми́ческий кора́бль — пилотируемый космический аппарат, предназначенный для выполнения полётов людей в космическом пространстве и, в частности, доставки людей в космос и безопасного их возвращения на Землю (или иную планету/спутник/космическую станцию).

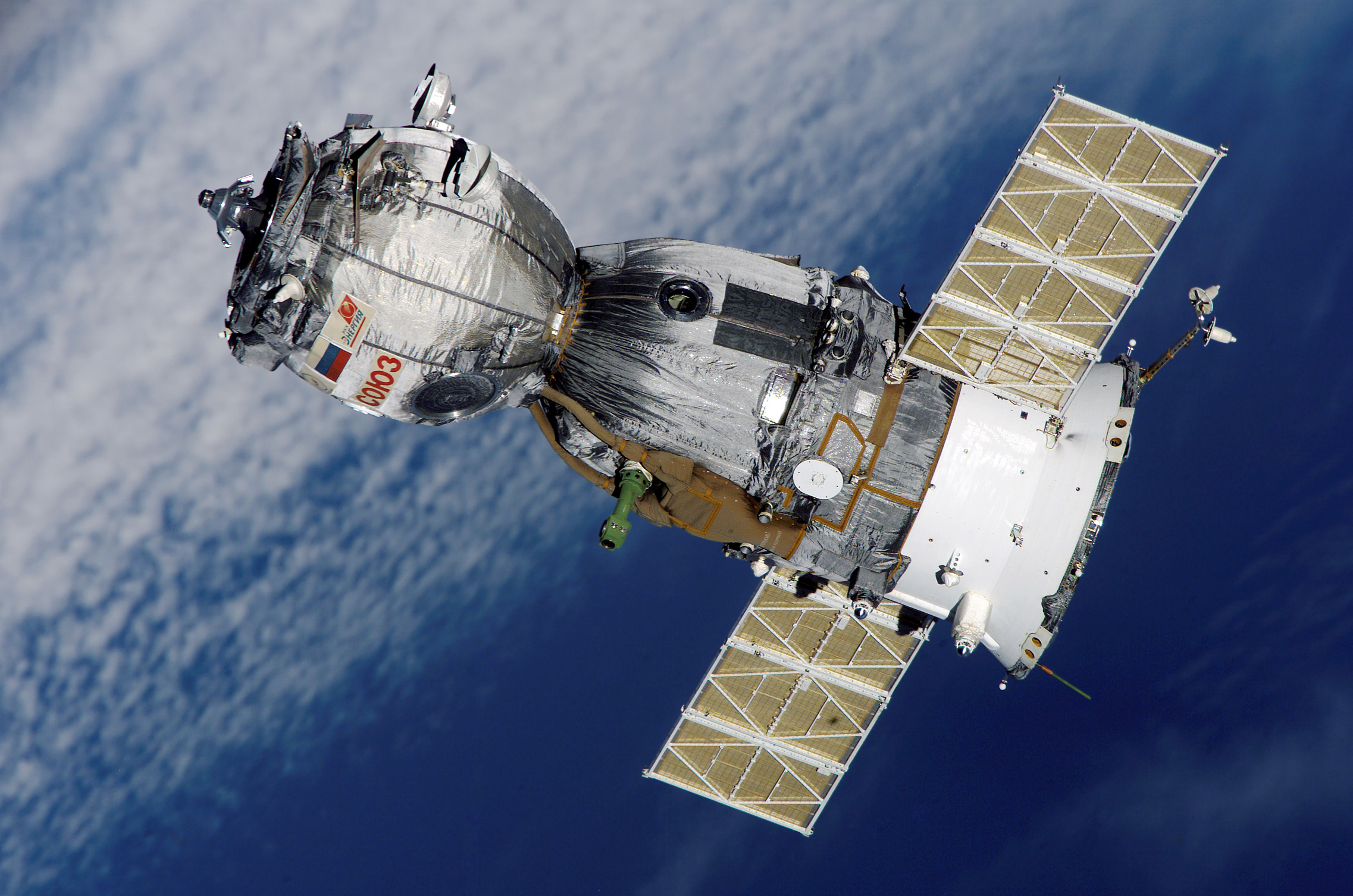
Пилотируемый космический корабль «Союз-ТМА»

В своей работе «Космический корабль» 1924 года Константин Эдуардович Циолковский, говоря об аппарате, предназначенном для полёта человека в космос, в основном, называл его иначе: — небесный корабль.
Первым пилотируемым космическим кораблём стал советский корабль «Восток-1», на котором Юрий Алексеевич Гагарин совершил первый полноценный космический полёт, облетев Землю с первой космической скоростью.
Одной из основных проблем при конструировании данного класса космических аппаратов является создание безопасной, надёжной и точной системы возвращения экипажа на земную поверхность в виде бескрылого спускаемого аппарата (СА) или космоплана. Кроме того, важной особенностью является наличие системы аварийного спасения (САС) на начальном этапе выведения ракетой-носителем (РН). Проекты космических кораблей первого поколения не имели полноценной ракетной САС — вместо неё, как правило, использовалось катапультирование кресел экипажа, крылатые космопланы также не оснащены специальной САС. Также космический корабль обязательно должен быть оснащён системой жизнеобеспечения (СЖО) экипажа.
Ввиду высочайшей сложности создания ПКК, их имеют только три страны — СССР/Россия, США, Китай. Также Индия имеет планы создания ПКК.
В 2011—2020 годы космические корабли серии «Союз» являлись единственным средством доставки людей на МКС.

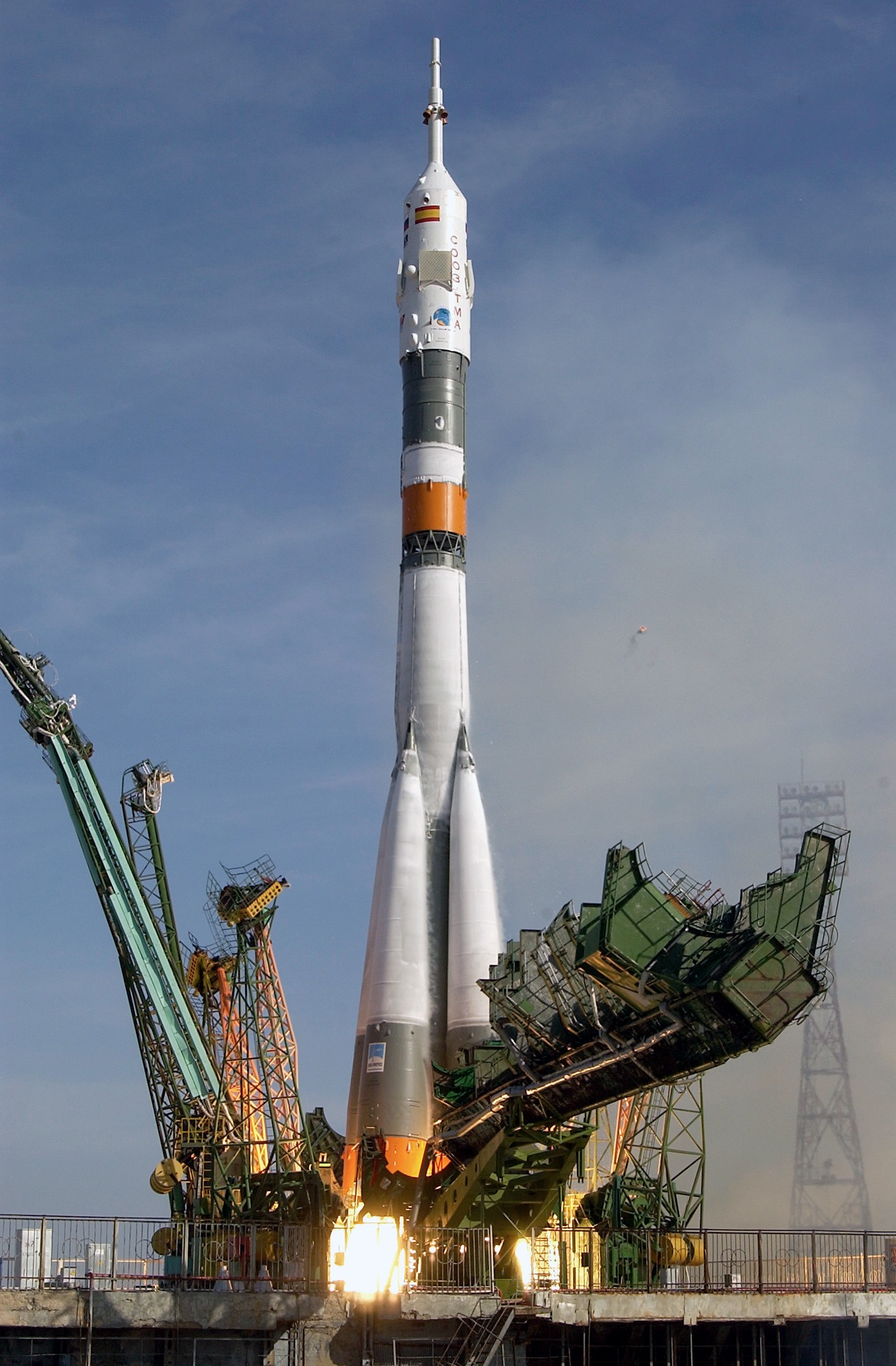
Запуск пилотируемого космического корабля «Союз-ТМА» к Международной космической станции

В том числе только в США и СССР были созданы многоразовые системы с ПКК-космопланами (в данный момент выведены из эксплуатации).

## Пилотируемые космические корабли

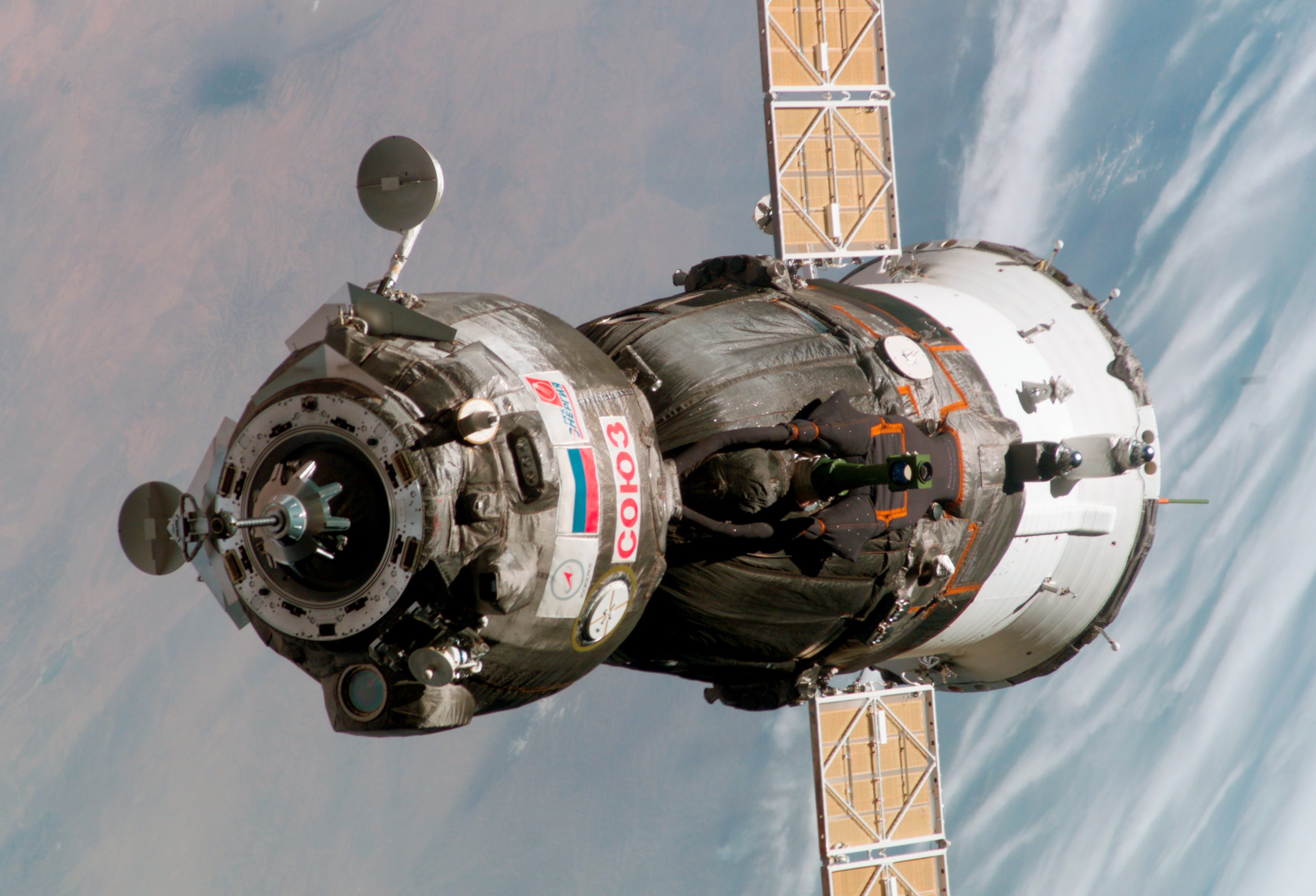
Пилотируемый космический корабль «Союз ТМА-6»

- Космические корабли 1-го поколения (количество пилотируемых полётов):
  - «Восток» (6 полётов, проект завершён)
  - «Восход» (2 полёта, проект завершён)
  - «Меркурий» (6 полётов, проект завершён)
  - «Джемини» (10 полётов, проект завершён)
  - «Шугуан» и пилотируемый FSW (проекты остановлены)
- Космические корабли 2-го поколения:
  - «Союз» (143 полёта, 2 катастрофы, 3 аварии РН без жертв (в том числе 2 суборбитальных полёта), 6 прерванных полётов без завершённой стыковки с КС; продолжает полёты)
  - Л1/«Зонд» (проект завершён)
  - Л3 (проект остановлен на стадии беспилотных лётных испытаний)
  - «Аполлон» (15 полётов, 1 авария без жертв + катастрофа на стартовом столе, проект завершён)
  - ТКС — Транспортный корабль снабжения (проект завершён)
  - «Шэньчжоу» (15 полётов, совершает полёты)
  - «Гаганьян» (проект в стадии разработки)
  - «Фудзи» (проект приостановлен)
- Многоразовые корабли:
  - X-20 Dyna Soar (проект не реализован)
  - «Спираль» (проект приостановлен)
  - ЛКС (проект не реализован)
  - «Спейс шаттл» (135 полётов, 2 катастрофы (в том числе 1 на старте), проект завершён)
  - X-30 NASP (проект приостановлен)
  - VentureStar (проект приостановлен)
  - ROTON (проект приостановлен)
  - Delta Clipper (проект)
  - Kistler K-1 (проект приостановлен)
  - Dream Chaser (проект в стадии беспилотных лётных испытаний)
  - Silver Dart (проект)
  - «Заря» (проект остановлен)
  - «Буран» (1 беспилотный полёт, проект остановлен)
  - «Гермес» (проект остановлен)
  - «Зенгер-2» (проект остановлен)
  - HOTOL (проект остановлен)
  - HOPE-X (проект остановлен)
  - ASSTS (проект остановлен)
  - «Канко-мару» (проект)
  - «Шэньлун» (проект в стадии разработки)
  - МАКС (проект остановлен)
  - «Клипер» (проект остановлен)
  - SpaceX Starship (стадия беспилотных лётных испытаний прототипов)
- Частично-многоразовые космические корабли:
  - Dragon 2 (18 полётов, продолжает полёты)
  - Starliner (1 полет, продолжает полеты)
  - «Орёл» (проект в стадии разработки)
  - КПКК НП (проект в стадии разработки)
  - ACTS (проект в стадии разработки)
  - «Орион» (проект в стадии беспилотных лётных испытаний)